# 2. Kongresswahlbezirk von Oklahoma
Der 2. Kongresswahlbezirk von Oklahoma ist einer von fünf Kongresswahlbezirken in Oklahoma. Er deckt etwa ein Viertel der Fläche des Bundesstaates ab und liegt im Osten Oklahomas. Er grenzt an Arkansas, Kansas, Missouri und Texas und schließt ganz oder teilweise 24 Countys des Bundesstaates ein.
Historisch tendierte der Distrikt dazu, konservative Kandidaten der Demokratischen Partei zu wählen und galt als klassischer Yellow-dog-Democrat-Wahlbezirk. Der Trend zugunsten der Republikanischen Partei in dem Bundesstaat führte dazu, dass deren Kandidaten den Wahlbezirk seit Beginn des 21. Jahrhunderts regelmäßig gewonnen haben. Bei den Präsidentschaftswahlen 2012 und 2016 hat der republikanische Kandidat sich hier mit der größten Mehrheit aller Kongresswahlbezirke durchgesetzt. Die städtische Wählerschaft stellt rund ein Drittel der Wähler des Wahlbezirks.
Der derzeitige Kongressabgeordnete ist der Republikaner Josh Brecheen, sein Vorgänger Markwayne Mullin ist aktuell einzige US-Senator indianischer Abstammung. 

## Geographie
Der Wahlbezirk grenzt an die Bundesstaaten Kansas im Norden sowie Missouri und Arkansas und entlang des Red River im Süden an Texas. 26 Countys gehören vollständig oder teilweise zu seinem Gebiet. Neben den nicht zum 1. Kongresswahlbezirk von Oklahoma gehörenden Rest des Rogers County (einschließlich des County Seat in Claremore) umfasst der 2. Kongresswahlbezirk die folgenden Countys vollständig: Adair, Nowata, Craig, Ottawa, Mayes, Delaware, Cherokee, Okmulgee, Muskogee, Sequoyah, Okfuskee, McIntosh, Haskell, LeFlore, Hughes, Pittsburg, Latimer, Coal, Atoka, Pushmataha, McCurtain, Choctaw, Bryan, Marshall und Johnston.
Zu den wichtigsten Orten in dem Wahlbezirk gehören: Miami, Claremore, Muskogee, Tahlequah, Okmulgee, McAlester und Durant.
Die nördliche Hälfte des Wahlbezirks umfasst den Großteil des Gebietes, das in Oklahoma als Green Country bezeichnet wird, während die Südhälfte einen Teil des Bundesstaates bildet, der häufig als Little Dixie bezeichnet wird.

## Demographie
Nach den Angaben aus dem United States Census 2000 ist der Distrikt zu 35,51 % urban, 23,95 % nicht-weiß und hat eine Bevölkerung, die zu 2,40 % aus Latinos besteht und zu 1,36 % aus im Ausland geborenen Einwohnern. Der Wahlbezirk hat einen höheren Anteil indianischer Bevölkerung als alle anderen Kongresswahlbezirke in Oklahoma. Der Wahlkreisabgeordnete Markwayne Mullin war einer von zwei Native Americans aus Oklahoma im 113. Kongress der Vereinigten Staaten.

## Ergebnisse bei Präsidentschaftswahlen
| Jahr | Ergebnis           |
| ---- | ------------------ |
| 2000 | Bush 53 % – 47 %   |
| 2004 | Bush 59 % – 41 %   |
| 2008 | McCain 66 % – 34 % |
| 2012 | Romney 68 % – 32 % |
| 2016 | Trump 73 % – 23 %  |
| 2020 | Trump 76 % – 22 %  |

## Wahlen zum Repräsentantenhaus

### 2004
| Partei | Partei        | Kandidat        | Stimmen | %       |
| ------ | ------------- | --------------- | ------- | ------- |
|        | Demokrat      | Dan Boren       | 179.579 | 65,9 %  |
|        | Republikaner  | Wayland Smalley | 92.963  | 34,1 %  |
| gesamt | gesamt        | gesamt          | 272.542 | 100,0 % |
|        | Demokrat hält |                 |         |         |

### 2006
| Partei | Partei        | Kandidat                | Stimmen | %       |
| ------ | ------------- | ----------------------- | ------- | ------- |
|        | Demokrat      | Dan Boren (Amtsinhaber) | 122.347 | 72,7 %  |
|        | Republikaner  | Patrick K. Miller       | 45.861  | 27,3 %  |
| gesamt | gesamt        | gesamt                  | 168.208 | 100,0 % |
|        | Demokrat hält |                         |         |         |

### 2008
| Partei | Partei        | Kandidat                | Stimmen | %       |
| ------ | ------------- | ----------------------- | ------- | ------- |
|        | Demokrat      | Dan Boren (Amtsinhaber) | 173.757 | 70,5 %  |
|        | Republikaner  | Raymond J. Wickson      | 72.815  | 29,5 %  |
| gesamt | gesamt        | gesamt                  | 246.572 | 100,0 % |
|        | Demokrat hält |                         |         |         |

### 2010
| Partei | Partei        | Kandidat                | Stimmen | %       |
| ------ | ------------- | ----------------------- | ------- | ------- |
|        | Demokrat      | Dan Boren (Amtsinhaber) | 108.203 | 56,2 %  |
|        | Republikaner  | Charles Thompson        | 83.226  | 43,5 %  |
| gesamt | gesamt        | gesamt                  | 191.429 | 100,0 % |
|        | Demokrat hält |                         |         |         |

### 2012
| Partei      | Partei                            | Kandidat         | Stimmen | %       |
| ----------- | --------------------------------- | ---------------- | ------- | ------- |
|             | Republikaner                      | Markwayne Mullin | 143.701 | 57,3 %  |
|             | Demokrat                          | Rob Wallace      | 96.081  | 38,3 %  |
|             | Parteilos                         | Michael G. Fulks | 10.830  | 4,3 %   |
| Total votes | Total votes                       | Total votes      | 250.612 | 100,0 % |
|             | Republikaner gewinnt von Demokrat |                  |         |         |

### 2014
| Partei      | Partei            | Kandidat                       | Stimmen | %       |
| ----------- | ----------------- | ------------------------------ | ------- | ------- |
|             | Republikaner      | Markwayne Mullin (Amtsinhaber) | 110.925 | 70,0 %  |
|             | Demokrat          | Earl Everett                   | 38.964  | 24,6 %  |
|             | Parteilos         | Jon Douthitt                   | 8.518   | 5,4 %   |
| Total votes | Total votes       | Total votes                    | 158.407 | 100,0 % |
|             | Republikaner hält |                                |         |         |

### 2016
| Partei      | Partei            | Kandidat                       | Stimmen | %       |
| ----------- | ----------------- | ------------------------------ | ------- | ------- |
|             | Republikaner      | Markwayne Mullin (Amtsinhaber) | 189.839 | 70,6 %  |
|             | Demokrat          | Joshua Harris-Till             | 62.387  | 23,2 %  |
|             | Parteilos         | John McCarthy                  | 16.644  | 6,2 %   |
| Total votes | Total votes       | Total votes                    | 268.870 | 100,0 % |
|             | Republikaner hält |                                |         |         |

### 2018
| Partei | Partei            | Kandidat                       | Stimmen | %       |
| ------ | ----------------- | ------------------------------ | ------- | ------- |
|        | Republikaner      | Markwayne Mullin (Amtsinhaber) | 140.451 | 65,0 %  |
|        | Demokrat          | Jason Nichols                  | 65.021  | 30,1 %  |
|        | Parteilos         | John Foreman                   | 6.390   | 3,0 %   |
|        | Libertarian       | Richard Castaldo               | 4.140   | 1,9 %   |
| gesamt | gesamt            | gesamt                         | 216.002 | 100,0 % |
|        | Republikaner hält |                                |         |         |

### 2020
| Partei | Partei            | Kandidat                       | Stimmen | %       |
| ------ | ----------------- | ------------------------------ | ------- | ------- |
|        | Republikaner      | Markwayne Mullin (Amtsinhaber) | 216.511 | 75,04 % |
|        | Demokrat          | Danyell Lanier                 | 63.472  | 22 %    |
|        | Libertarian       | Richard Castaldo               | 8.544   | 2,96 %  |
| gesamt | gesamt            | gesamt                         | 288.527 | 100,0 % |
|        | Republikaner hält |                                |         |         |

## Liste der bisherigen Kongressabgeordneten
| Name               | Partei       | Jahre                            | Kongress                               | Wahlgeschichte |
| ------------------ | ------------ | -------------------------------- | -------------------------------------- | --- |
| Elmer L. Fulton    | Demokrat     | 16. November 1907– 3. März 1909  | 60.                                    | Gewählt 1907. In Wiederwahl unterlegen. |
| Dick T. Morgan     | Republikaner | 4. März 1909 – 3. März 1915      | 61. 62. 63.                            | Gewählt 1908. Wiedergewählt 1910. Wiedergewählt 1912. Redistricted zum 8. Kongresswahlbezirk von Oklahoma. |
| William Hastings   | Demokrat     | 4. März 1915 – 3. März 1921      | 64. 65. 66.                            | Gewählt 1914. Wiedergewählt 1916. Wiedergewählt 1918. In Wiederwahl unterlegen. |
| Alice Robertson    | Republikaner | 4. März 1921 – 3. März 1923      | 67.                                    | Gewählt 1920. In Wiederwahl unterlegen. |
| William Hastings   | Demokrat     | 4. März 1923 – 3. Januar 1935    | 68. 69. 70. 71. 72. 73.                | Erneut gewählt 1922. Wiedergewählt 1924. Wiedergewählt 1926. Wiedergewählt 1928. Wiedergewählt 1930. Wiedergewählt 1932. Nicht wieder angetreten. |
| John C. Nichols    | Demokrat     | 3. Januar 1935 – 3. Juli 1943    | 74. 75. 76. 77. 78.                    | Gewählt 1934. Wiedergewählt 1936. Wiedergewählt 1938. Wiedergewählt 1940. Wiedergewählt 1942. Zurückgetreten, um Vize-Präsident von Transcontinental & Western Air, Inc. zu werden.                                                                   |
| Vakanz             | Vakanz       | 3. Juli 1943 – 28. März 1944     | 78.                                    | |
| William G. Stigler | Demokrat     | 28. März 1944 – 21. August 1952  | 78. 79. 80. 81. 82.                    | Gewählt, um Nichols’ Amtszeit zu beenden. Wiedergewählt 1944. Wiedergewählt 1946. Wiedergewählt 1948. Wiedergewählt 1950. Verstorben. |
| Vakanz             | Vakanz       | 21. August 1952 – 3. Januar 1953 | 82.                                    | |
| Ed Edmondson       | Demokrat     | 3. Januar 1953 – 3. Januar 1973  | 83. 84. 85. 86 87. 88. 89. 90. 91. 92. | Gewählt 1952. Wiedergewählt 1954. Wiedergewählt 1956. Wiedergewählt 1958. Wiedergewählt 1960. Wiedergewählt 1962. Wiedergewählt 1964. Wiedergewählt 1966. Wiedergewählt 1968. Wiedergewählt 1970. Zurückgetreten, um für den US-Senat zu kandidieren. |
| Clem McSpadden     | Demokrat     | 3. Januar 1973 – 3. Januar 1975  | 93. Kongress der Vereinigten Staaten   | Gewählt 1972. Zurückgetreten, um als Gouverneur von Oklahoma zu kandidieren. |
| Ted Risenhoover    | Demokrat     | 3. Januar 1975 – 3. Januar 1979  | 94. 95.                                | Gewählt 1974. Wiedergewählt 1976. Im Nominierungsprozess unterlegen. |
| Mike Synar         | Demokrat     | 3. Januar 1979 – 3. Januar 1995  | 96. 97. 98. 99. 100. 101. 102. 103.    | Gewählt 1978. Wiedergewählt 1980. Wiedergewählt 1982. Wiedergewählt 1984. Wiedergewählt 1986. Wiedergewählt 1988. Wiedergewählt 1990. Wiedergewählt 1992. Im Nominierungsprozess unterlegen.                                                          |
| Tom Coburn         | Republikaner | 3. Januar 1995 – 3. Januar 2001  | 104. 105. 106.                         | Gewählt 1994. Wiedergewählt 1996. Wiedergewählt 1998. Rücktritt, um als Arzt zu praktizieren. |
| Brad Carson        | Demokrat     | 3. Januar 2001 – 3. Januar 2005  | 104. 105.                              | Gewählt 2000. Wiedergewählt 2002. Zurückgetreten, um für den Senat zu kandidieren. |
| Dan Boren          | Demokrat     | 3. Januar 2005 – 3. Januar 2013  | 109. 110. 111. 112.                    | Gewählt 2004. Wiedergewählt 2006. Wiedergewählt 2008. Wiedergewählt 2010. Zurückgezogen in den Ruhestand. |
| Markwayne Mullin   | Republikaner | 3. Januar 2013 – jetzt           | 113. 114. 115. 116. 117.               | Gewählt 2012. Wiedergewählt 2014. Wiedergewählt 2016. Wiedergewählt 2018. Wiedergewählt 2020. Tritt nicht wieder an, um für den Senat zu kandidieren.                                                                                                 |

## Belege
1. ↑  US Census Bureau Center for New Media & Promotion (CNMP): My Congressional District. In: www.census.gov. (amerikanisches Englisch).
2. ↑  Introducing the 2021 Cook Political Report Partisan Voter Index. In: The Cook Political Report. 15. April 2021, abgerufen am 15. April 2021 (englisch).
3. ↑  Representative Dan Boren: District Demographics. That's My Congress, archiviert vom Original am 11. November 2010; abgerufen am 13. Juni 2020 (englisch).
4. ↑  Paying Attention to the Native American Vote. Public Broadcasting Service (englisch).
5. ↑  Cherokee Nation Honors U.S. Rep. Mullin. In: Times Record. (amerikanisches Englisch).
6. ↑  Oklahoma Secretary of State 2014 General Election. Oklahoma Secretary of State, 4. November 2014, archiviert vom Original am 11. Januar 2015; abgerufen am 1. April 2020 (englisch).
7. ↑  Official Results - General Election — November 8, 2016. Oklahoma Secretary of State, 8. November 2016, archiviert vom Original am 24. November 2016; abgerufen am 1. April 2020 (englisch).
8. ↑  November 03, 2020 – Official Results. Oklahoma State Election Board, 3. November 2020, abgerufen am 10. April 2021 (englisch).